# Antoine Nivière-Chol
Antoine Nivière-Chol, né à Lyon le 14 septembre 1744 et mort à Virieu-le-Grand le 3 mai 1817, était un homme politique français qui fut maire de Lyon sous la Révolution.

## Biographie
Né à Lyon le 14 septembre 1744, Antoine Nivière est le sixième et dernier fils du médecin Laurent Nivière. Négociant, il épouse en 1779 Jeanne Victoire Chol, fille de Claude Chol, doyen du collège de médecine et médecin dans les deux hôpitaux lyonnais, Hôtel-Dieu et Charité. Il accole alors le nom de sa femme au sien.
Élu officier municipal de Lyon en décembre 1790, procureur de la commune par intérim de septembre à novembre 1792, il succède à Louis Vitet, nommé député à la Convention nationale, comme maire de Lyon le 5 novembre 1792, au second tour de scrutin par 5 129 voix sur 9 012 votants.
En conflit avec Marie Joseph Chalier, le président du tribunal criminel, et Laussel, le procureur de la Commune, qui ont la haute main sur le Comité central et les sociétés populaires de la ville, le girondin Nivière-Chol dispose quant à lui de la majorité du Conseil général de la Commune et de la garde nationale. Soumis à la pression du Comité central, où Chalier réclame la formation d'un tribunal révolutionnaire, voyant son autorité contestée et ignorée, Nivière-Chol démissionne le 9 février 1793. Réélu le 18 face à Marie Joseph Chalier par 8 097 voix sur 10 746 votants, soit 75 % des voix, il refuse le poste.
Les sections, convoquées du 23 au 25 février, accordent 4 375 voix au jacobin Antoine-Marie Bertrand sur 10 094 votants, contre 3 613 au girondin Jean-Emmanuel Gilibert. Le 2 mars, Gilibert est élu avec 5 898 voix sur 11 686 votants, contre 5 741 à Bertrand, mais il annonce sa démission dès le 6 mars, et Bertrand se fait élire maire peu après. Nivière-Chol se retire en Suisse pendant la Terreur
Rentré en France sous la Convention thermidorienne, il devient receveur-général du département du Rhône le 15 novembre 1795 et reste à ce poste jusqu'en 1807.

## Sources
- « Antoine Nivière-Chol », dans Adolphe Robert et Gaston Cougny, Dictionnaire des parlementaires français, Edgar Bourloton, 1889-1891 [détail de l’édition]